# Василь Дунін-Борковський
Юрій Василь Дунін-Борковський (1640 — 4 березня 1702) — козацький політичний діяч; сотник вибельський (1668), полковник чернігівський (1672–1685), генеральний обозний в уряді Гетьманщини (1685—1702). 1687 року один тиждень був наказним гетьманом до обрання постійного. Відомий своєю меценатською діяльністю й участю у змовах проти гетьманів Дем'яна Многогрішного та Івана Самойловича.

## Біографія
Походить з древнього роду Дунінів гербу Лебідь (Лабедзь). Син Каспера Дунін-Борковського, полковника королівських військ, який у нагороду за свою участь у Смоленській війні 1632—1635 отримав від Владислава IV, правителя Речі Посполитої, маєтності в Чернігівському воєводстві. Батька, матір і сестру вбили під час повстання Хмельницького. На думку Адама Бонецького, його стрийком мав бути Інокентій Дунін-Борковський — Чернігівський єпископ. Також цей дослідник стверджував, що одна з гілок роду Борковських-Дунінів гербу Лебідь отримала австрійський графський титул у 1818 році.
В. Борковський — онук Анджея Дунін-Борковського (люблінського земського писаря), й правнук Яна Дунін-Борковського, у 1480—1560 роках вотчинного володаря поселень Борковиці й Вельке Скшинно та праправнук Павла Дунін-Борковського (син Адама), володаря Борковиць і Сульгостова. Один з членів роду, двоюрідний брат батька Василя Дунін-Борковського — Інокентій, син Станіслава Дунін-Борковського, каштеляна поланецького й посла на Сейм коронний у 1570 р., відомого правника свого часу, рідного брата Анджея Дунін-Борковського, батька Каспера — був єпископом Чернігівським та Остерським Римської церкви.
Другий член роду, двоюрідний брат Каспера Дунін-Борковського, Семен Борковський був полковником чернігівським у 1648 році як сподвижник гетьмана Богдана Хмельницького й мав у своєму полку 1300 козаків.
Після укладення Андрусівського договору, аби не втратити землі, що йому належали, Василь Дунін-Борковський приймає православ'я та починає служити у Війську Запорозькому. У 1668 р. доля закидає його до Чернігівського полку, де він обіймає посаду сотника Вибельського. Після драми, що сталася з Василем Многогрішним, у 1672 р. його призначають чернігівським полковником. У 1674 одержує грамоти від царя Олексія I Михайловича на затвердження земель, подарованих Дуніну-Борковському королем Польщі, що зробило його надзвичайно багатою людиною.
Про нього розповідали найнеймовірніші історії. Одна з них засвідчує, ніби князь Василь Голіцин пропонував йому гетьманство після усунення Івана Самойловича за 10 тис. рублів. Дунін-Борковський відмовився, бо, мовляв, не хотів віддати таку суму (цю легенду спростовує С. Павленко у журналі «Сіверянський літопис» № 6 за 1997 рік).

### Меценатська діяльність

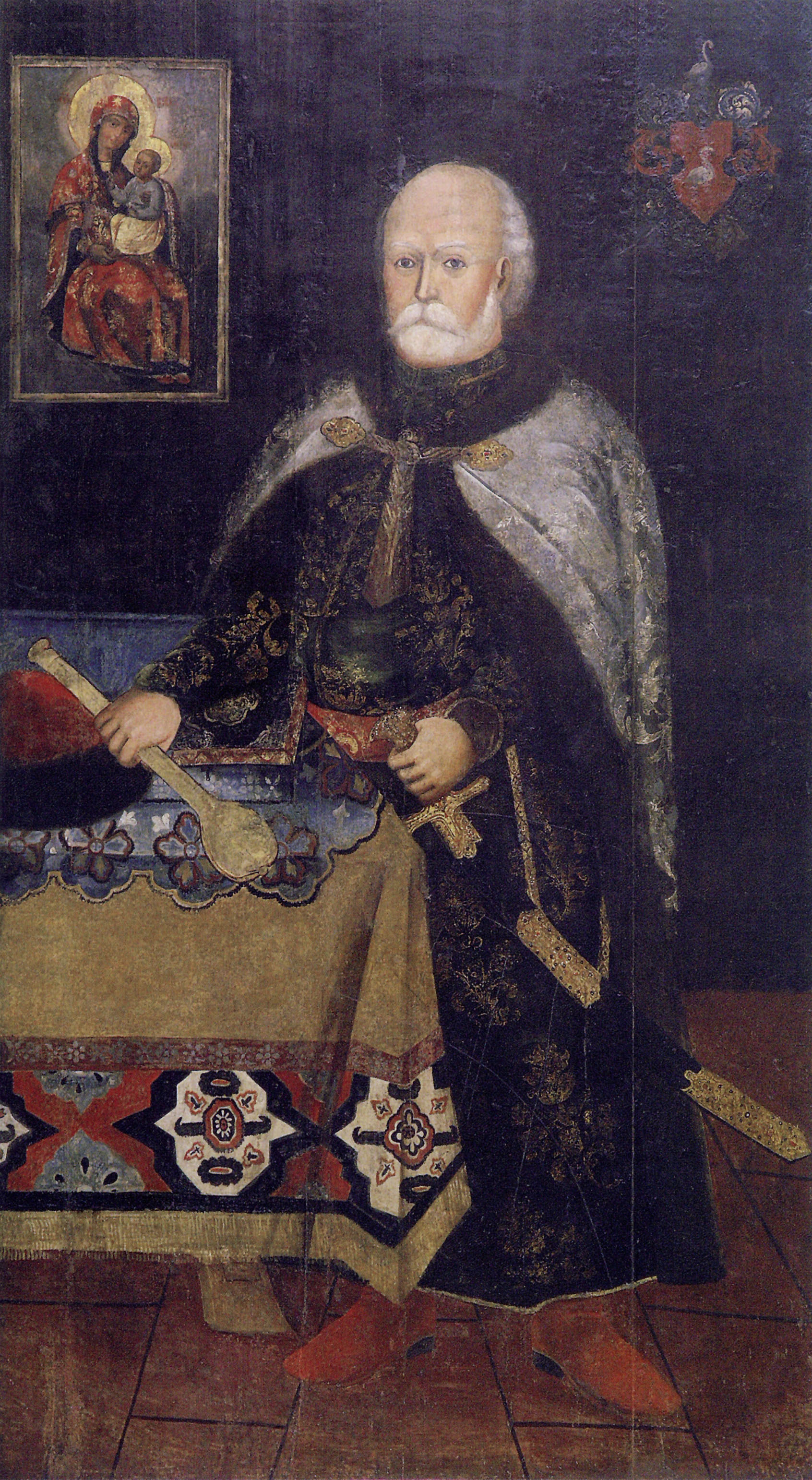
Ктиторський портрет Василя Дуніна-Борковського з Успенського собору Єлецького монастиря

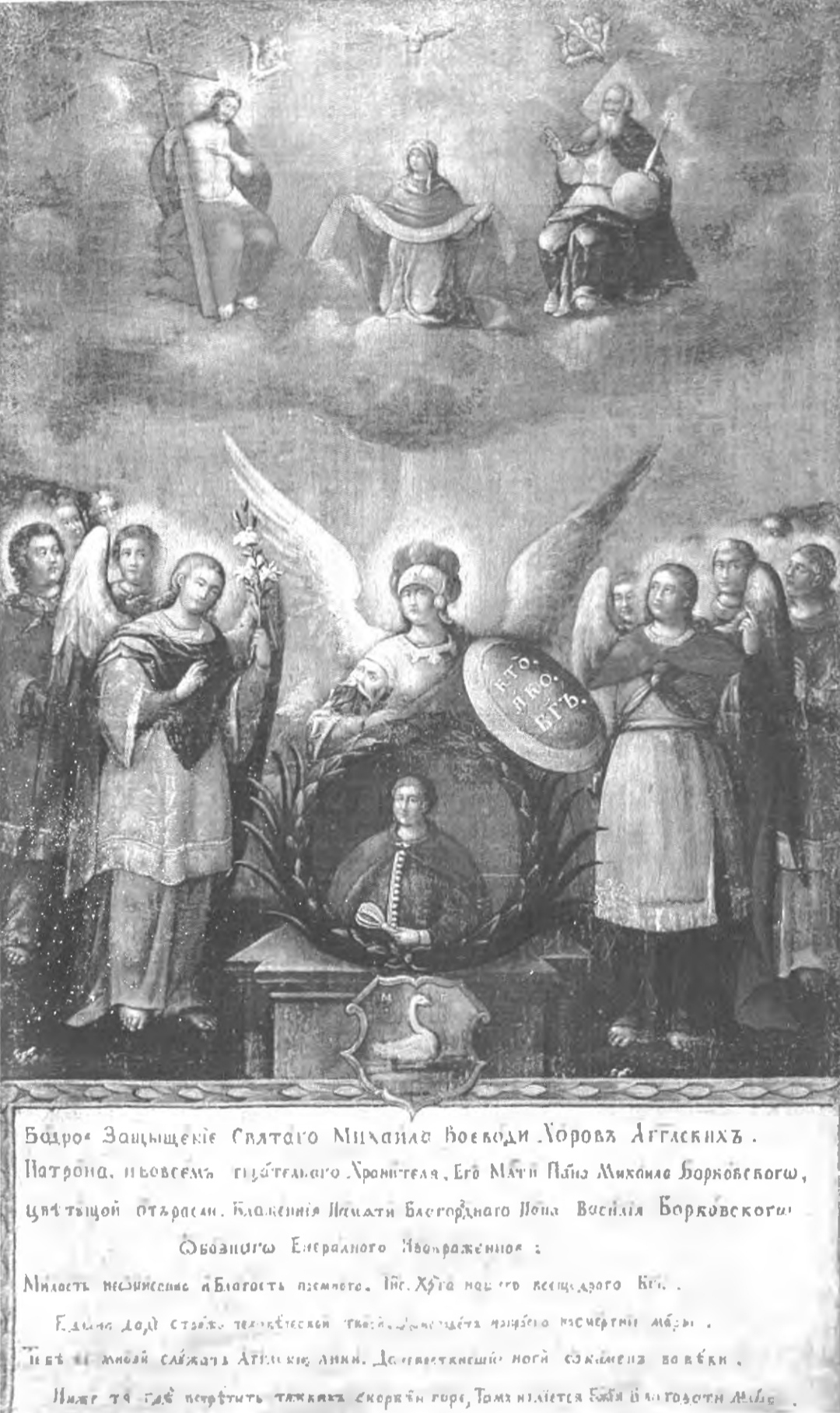
Никодим Зубрицький. Портрет Михайла Дуніна-Борковського — сина Василя.

У 1675 р. на його кошти відреставровані Чернігівський Спасо-Преображенський собор, Єлецький монастир, оздоблено Воскресенський, Благовіщенський храми. П'ятницький монастир у Чернігові, пошкоджений під час повстання 1668 р., відновлений теж на його кошти. Полковник відомий також іншими церковними численними пожертвами.
За дружину Дунін-Борковський мав Марію Василівну Шубу. У них було двоє синів. Ще 1672 р. гетьман Іван Самойлович надав йому довічні маєтності — села Авдіївці, Козилівці і Холмах з Понорницької сотні, село Бобровицю біля Чернігова і частково маєтності села Бурківка Березнянської сотні. Від гетьмана Івана Мазепи отримав села Орлівка на річці Убідь, Брусилів на Снові, затим Тупичів і Шаболтасівка. Після його смерті (4 чи 7 березня 1702 р.) у 1704 і 1706 рр. до вдови Василя Андрійовича та двох його синів перейшли Бобровиця, Яцево, Брусилів, Тупичів, Листвен, Пекурівка, Холми і Борківка.
Храмам Дунін-Борковський подарував потири, ставник, тарілки, Євангелія у срібних оправах. Більшість цих пам'яток — роботи західноєвропейських майстрів. Близько десяти з них складають гордість Чернігівського історичного музею ім. В. В. Тарновського. На кожній з пам'яток — герб Дуніна-Борковського та записи про його вклади. Дари чернігівського полковника сільським церквам були значно скромніші як за розмірами, так і за оздобленням.
Дунін-Борковський не лише давав гроші на відновлення храмів або здійснював для них коштовні дари. Так, у 1676 р. він побудував трапезну і келії Єлецького монастиря. До 1914 р. вони знаходилися у непоганому стані і це дало можливість відомому історику Вадимові Модзалевському (1882—1920) і молодому тоді мистецтвознавцю Петрові Савицькому (1895—1968) зробити висновок: «В келіях Дунина-Борковского упрощенность и в то же время подчеркнутая рельефность и гранность украинской настенной декорации достигает своего апогея. Перед глазами мастеров, украшавших келии, могли быть образцы московской настенной декорации 17 века, времен до утверждения здесь форм Бароко, и образцы западного, в частности польского Бароко».
Наприкінці 1670-х або на початку 1680-х вклав великі кошти, аби влаштувати в Єлецькому монастирі іконостас, в якому мистецтво епохи залишило один з найкращих своїх зразків. На жаль, іконостас Єлецького монастиря в епоху революційних катаклізмів було знищено. Його можна побачити лише на старих фото, вміщених у книзі «Картини церковной жизни Черниговской епархии» (К, 1911).
Український історик та етнограф Петро Єфименко під час перебування в Чернігові на початку 1880-х років записав цікавий переказ про посмертні пригоди Василя Дуніна-Борковського. Поховали його з урочистостями, притаманними генеральному обозному Війська Запорозького. Та щоночі піднімався він з домовини і, у супроводі прислужників і гайдуків, гасав до своєї бобровицької оселі на Чернігівщині, де до ранку влаштовував гучне застілля. Поки одного разу вдова покійного не запросила архієпископа Іоанна Максимовича і той перекрив хрестом шлях Дуніну-Борковському на Червоному мосту. Міст зруйнувався, і Борковський разом із почтом зник у водах Стрижня. Дивно, що таке, за народними переказами, зчинив саме Іоанн Максимович, котрий поховав Дуніна-Борковського і присвятив йому епітафію. У цьому творі, викарбованому на могильній плиті, перераховано все, що відновив і відбудував Василь Андрійович, коли був чернігівським полковником. «Его надгробная доска, — писали В. Модзалевський і П. Савицький, — сохранилась внутри Елецкого собора — недалеко от входа. Это — серебряная доска, украшенная прекрасной гравюрой, исполненной духа самого пышного Бароко».

## Вшанування
Одна з вулиць Чернігова має його ім'я.

## У популярній культурі
Василь Дунін-Борковський з'являється і в сучасних творах, зазвичай у ролі страхітливого упиря. Це пов'язано з міською легендою, буцімто, після смерті полковник бушував вночі у Чернігові з чортами, поки його не зупинив архієпископ Іван Максимович:
- Світлана Тараторіна «Лазарус» (фентезійний роман)[5]
- Геннадій Клименко, Дмитро Койдан «Яритник» (комікс)[6]
- Сергій Пономаренко «Упир» (історичний детектив)[7]